# 中华鳞盖蕨
中华鳞盖蕨（学名：Microlepia sinostrigosa）为姬蕨科鳞盖蕨属下的一个种。

## 扩展阅读
- 維基物種上的相關：中华鳞盖蕨